# Andreas Frommer
Andreas Frommer (* 1960) ist ein deutscher Mathematiker.

## Leben
Ab 1979 studierte Andreas Frommer Mathematik und Physik an der Universität Karlsruhe sowie der Universität Paul Sabatier im französischen Toulouse. 1985 schloss er sein Studium mit dem Diplom in der Mathematik ab. 1986 promovierte er in der Mathematik unter Betreuung von Götz Alefeld. Ebenfalls in Karlsruhe habilitierte er sich 1990. 1992 folgte Frommer einem Ruf als ordentlicher Professor für Angewandte Informatik an die Bergische Universität Wuppertal. Von 1997 bis 2002 war er Dekan des Fachbereichs Mathematik. Von 2008 bis 2022 war er Prorektor für Studium und Lehre an der Universität.
Frommer ist Redakteur des SIAM Journal on Matrix Analysis and Applications sowie Mitherausgeber der Electronic Transactions on Numerical Analysis und der Linear Algebra and its Applications. Zudem ist er Mitglied des Herausgebergremiums der Mathematical Reviews. Darüber hinaus ist er Mitglied des Fachkollegiums 312 Mathematik der Deutschen Forschungsgemeinschaft.
Andreas Frommer ist verheiratet und hat zwei Kinder.